# Hilario Ascásubi
Hilario Ascásubi (Bell Ville, 14 gennaio 1807 – Buenos Aires, 17 novembre 1875) è stato un poeta argentino.
Uno degli autori di spicco del movimento gauchesco insieme a José Hernández e Estanislao del Campo (prendiamo ad esempio il poema Santos Vega del 1872). È da ricordare, inoltre, che partecipò molto attivamente alla lotta contro la dittatura di Juan Manuel de Rosas.

## Biografia
Figlio di Mariano de los Dolores Ascasubi e Loreta Elia, nel 1821, all’età di 14 anni, Hilario Ascasubi si imbarcò come mozzo su una nave diretta verso la Guyana Francese. Il bastimento fu però sequestrato e dirottato a Lisbona. Giunto in città Ascasubi riuscì a fuggire, iniziando a viaggiare per due anni in Francia e in altre zone dell’Europa.
Nel 1823, a Salta, il governo gli cedette la tipografia Imprenta del la Patria,  in precedenza appartenuta ai gesuiti. Insieme a José Arenales, Ascasubi cominciò a pubblicare la Revista de Salta, nelle cui pagine apparve il suo Canto a la victoria de Ayacucho.
Ascasubi partecipò attivamente ai tormentosi avvenimenti politici del suo tempo: prese parte alla Guerra Civile Argentina schierandosi contro la dittatura di Juan Manuel de Rosas. In seguito visse per una ventina d’anni in esilio a Montevideo, dove gestì una panetteria e pubblicò la riviste El gaucho Jacinto Cielo con doce números (1843) e il libro Paulino Lucero (1846).
Tornato a Buenos Aires, nel 1868 ricevette dal presidente Bartolomé Mitre un incarico diplomatico a Parigi, città in cui risiedette quasi fino alla fine della sua vita.
Morì nel 1875 a Buenos Aires, dove aveva fatto ritorno a seguito di alcuni problemi intestinali.

## Opera
Hilario Ascasubi è stato uno dei principali autori della letteratura gauchesca, discepolo di Bartolomé Hidalgo. La sua prima opera gauchesca si intitola Diálogos de Jacinto Amores y Simón Peñalva, del 1833. In seguito Ascasubi ha diretto i giornali El gaucho en campaña e El gaucho Jacinto Cielo.
Durante il suo soggiorno a Parigi, nel 1872, ha risistemato e raggruppato la sua produzione in tre volumi: Paulino Lucero o los gauchos del Río de la Plata; Aniceto el Gallo, tratto dal giornale omonimo pubblicato nel 1854; Santos Vega o los mellizos del La Flor, del 1851.
Poema di oltre 12.000 versi che presenta brevi descrizioni della vita della pampa e dei suoi abitanti, Santos Vega o los mellizos del La Flor racconta la storia di un mitico gaucho, invincibile payador (un menestrello o cantore popolare che, accompagnandosi con la chitarra, improvvisa su temi proposti dal pubblico affrontando uno sfidante in una payada, sorta di duello musicale e dialettico), sconfitto dal diavolo in persona.
Il presidente argentino e scrittore Bartolomé Mitre è stato il primo a scrivere una poesia basata su questa leggenda, successivamente ripresa da Ascasubi. Poco dopo, Eduardo Gutiérrez ha pubblicato come feuilleton Santos Vega y de su amigo Carmona, perseguidos por la justicia. Infine, Rafael Obligado, ispirandosi all'opera di Gutiérrez, ha composto il suo Santos Vega, considerato una delle opere più significative della letteratura argentina.
In alcune occasioni Ascasubi ha pubblicato i suoi scritti utilizzando pseudonimi tratti dai nomi delle sue opere (Paulino Lucero e Aniceto el Gallo) o firmandosi “Un Gaucho Cordobés” oppure “H.A.1”.

## Elenco delle opere principali
- 1843: El gaucho Jacinto Cielo con doce números
- 1846: Paulino Lucero
- 1851: Santos Vega o los mellizos de la Flor
- 1853: Aniceto el Gallo
- 1872: Obras completas, tre volumi compilati dall’autore